# Condillac (Drôme)
Condillac település Franciaországban, Drôme megyében. Lakosainak száma 133 fő (2022. január 1.). Condillac La Coucourde, La Laupie, Marsanne, Mirmande, Sauzet, Savasse és Les Tourrettes községekkel határos.

## Népesség
A település népességének változása:
| Lakosok száma | 93   | 88   | 124  | 145  | 142  | 141  | 139  | 136  | 135  | 133  |
|               | 1968 | 1982 | 1990 | 2006 | 2013 | 2015 | 2017 | 2019 | 2020 | 2022 |